# Alternative metal
L'alternative metal (o alt-metal) è un particolare sottogenere dell'heavy metal nato alla fine degli anni ottanta. Comprende in sé più varianti (spesso difficili da classificare), accomunate dalla fusione di elementi heavy metal e alternative rock, distaccandosi notevolmente dai canoni dell'heavy metal classico. Presenta spesso sperimentazioni anticonvenzionali, nei tempi e nelle tecniche, ed è influenzato da altri generi esterni non solo al genere heavy metal, ma spesso anche al rock. Alcuni fra i più importanti precursori ed innovatori del genere sono gli Helmet, i Primus, i Faith No More, i Jane's Addiction, gli Alice in Chains e molti altri.

## Storia del genere
La categoria dell'alternative metal, analogamente a quella dell'alternative rock, è molto ampia. Infatti il termine viene usato per descrivere quei gruppi che mescolano l'heavy metal con altri generi esterni, creando un modello di musica sperimentale e fuori dai canoni classici.
All'inizio l'alternative metal interessava in primo luogo i fans dell'alternative rock; con l'indie degli ottanta presentava, inoltre, alcuni tratti comuni. I primi gruppi alternative metal fondevano l'heavy metal con elementi di hardcore punk (Corrosion of Conformity), post punk (Helmet), funk, rock progressivo, dance rock (Jane's Addiction, Primus), noise rock (Helmet, The Jesus Lizard), grunge (Alice in Chains, Soundgarden), industrial (Ministry, Nine Inch Nails) e rap (Rage Against the Machine, Body Count, Biohazard, Faith No More), ma anche con altri generi. Alcuni di questi avevano più ispirazioni: i Soundgarden, ad esempio, si rifacevano anche a Bad Brains, Bauhaus e Butthole Surfers. Tutte queste band non si aggregarono mai in un unico movimento; piuttosto, si generò un'ondata di gruppi accomunati dall'idea di unire l'heavy metal alle sperimentazioni formali, in genere mediante le loro influenze eclettiche ed approcci insoliti. I Jane's Addiction, ad esempio, erano molto concentrati sulla spettacolarità delle loro esibizioni; Corrosion of Conformity, Melvins e Soundgarden erano appassionati di heavy metal anni settanta; i Faith No More incorporavano nella loro musica anche elementi hip hop, new wave e funk, mentre Primus e Mr. Bungle si muovevano tra molte più influenze.
Il grunge dei primi anni novanta, che al primo heavy metal di Led Zeppelin e Black Sabbath univa elementi di underground punk, contribuì all'aumento di popolarità del parallelo alt metal. L'alternative metal ottenne alcuni consensi da parte di chi ascoltava rock alternativo, grazie anche al Lollapalooza (festival fondato dal cantante dei Jane's Addiction Perry Farrell); inoltre alcuni gruppi del genere aprirono anche per gruppi non meno importanti, come i Metallica. Con i cambiamenti indotti dall'emersione dell'alternative rock, l'"alternative metal" cominciò ad essere usato per definire quei gruppi, emersi proprio in quell'epoca dominata dai Nirvana, a cui furono contraltari. Lo storico di genere Ian Christe li definì "heavy, ma non necessariamente metal" ("heavy without necessarily being metal"). Allora si affermarono artisti con connotazioni proprie ma con un comune ascendente alternative: Ministry, Nine Inch Nails e Fear Factory diedero impulso all'Industrial metal, combinando influenze techno, industrial ed elementi di musica elettronica con chitarre distorte, i Tool si rifacevano in parte al progressive rock, i Rage Against the Machine inserivano cantati e ritmiche di derivazione hip hop, i Sepultura erano influenzati anche dalla world music, mentre gli Helmet ebbero in parte anche formazioni jazz, noise rock e post punk.
Sul finire del decennio, l'alternative metal fu caratterizzato dall'ascesa di altri gruppi, influenzati a loro volta da quelli della prima ondata. Gli Helmet in particolare, con le loro chitarre ribassate e dissonanze aggressive, ispirarono parzialmente il nu metal, una nuova ondata di Alternative metal che prese piede durante la metà degli anni novanta, per opera di gruppi come Korn, Deftones e, più tardi, Limp Bizkit. Verso la fine del decennio fece la loro comparsa i System of a Down. Inizialmente inseriti nell'elenco delle band Nu Metal, i SOAD fanno ancora oggi discutere per il loro personalissimo sound, che li rende tutt'oggi inconfondibili e difficili da classificare in un genere preciso.
Agli inizi del 2000 esordì un gruppo che riscosse un grande successo commerciale e ancora oggi è uno dei più famosi gruppi del genere, i Disturbed, mentre nel 2004, dalle ceneri dei Creed, noto gruppo grunge degli anni novanta, nacquero gli Alter Bridge che svariano su vari generi quali appunto l'alternative metal e Post-grunge.

## Generi correlati

### Funk metal
I gruppi che mescolano elementi tipici del funk con l'heavy metal sono ascritti al funk metal. Ispirati in alcuni casi anche da hip hop e punk, hanno cominciato ad emergere dalla metà degli anni ottanta.
A cominciare questa tendenza furono gruppi alternative rock come Red Hot Chili Peppers, Fishbone, Faith No More, Extreme e Primus. Al movimento si aggregarono anche gruppi come Mr. Bungle, Mind Funk e, nei primi anni novanta, gli Incubus.

### Industrial metal
L'industrial metal emerse negli anni ottanta, parallelamente all'alternative metal e in parte condividendo le influenze.
Il genere ebbe come primo esempio rappresentativo i Ministry: il loro frontman Al Jourgensen, inizialmente vicino ad un semplice elettropop, con altri colleghi sperimentò negli anni l'unione di musica elettronica, industrial e chitarre distorte. Risultato di ciò fu l'album The Land of Rape and Honey, pubblicato nel 1988. Da allora l'industrial iniziò a diffondersi anche fuori degli USA, ed altri gruppi seguirono l'esempio di Jourgensen, a cominciare dai Nine Inch Nails e Marilyn Manson.
Anche i KMFDM iniziarono ad ibridare metal ed elettronica. Nel 1990 emersero i Fear Factory, che presentavano forti elementi death metal e che insieme ad altri influenzarono il nu metal. In Germania l'industrial metal è portato avanti da band come Rammstein, OOMPH! e Megaherz.

### Punk metal
Anche alcuni gruppi di origine punk rock, negli anni ottanta, incorporarono sonorità metal. Se da una parte emersero grindcore, speed metal, thrash metal, metalcore, grunge e crust punk, furono soprattutto i musicisti della scena hardcore punk ad adottare influenze metalliche. D.R.I.(Dirty Rotten Imbeciles), Corrosion of Conformity, Suicidal Tendencies e Stormtroopers of Death cominciarono a farlo, ed anche loro presentano attinenze con l'alternative metal.
Queste band contribuirono alla creazione di un genere che fu poi definito come punk metal, spesso chiamato anche crossover thrash.

### Nu metal
A metà degli anni novanta debuttarono sulla scena i Korn e i Deftones, ispirati dall'alternative metal e da altri stili del decennio precedente. Furono i primi due gruppi, in ordine di tempo, ad emergere nel movimento nu metal.
Tra i principali artisti di genere si distinguono, oltre agli iniziatori,
Limp Bizkit, Slipknot, P.O.D., Coal Chamber, Incubus, System of a Down e Linkin Park. Le band appartenenti a questo movimento propongono uno stile che mescola essenzialmente elementi di alternative metal, rap metal, industrial metal, grunge e funk metal.